# São Gonçalo do Abaeté
São Gonçalo do Abaeté – miasto i gmina w Brazylii, w stanie Minas Gerais.